# تيم ستابلتون
تيم ستابلتون (بالإنجليزية: Tim Stapleton)‏ هو لاعب هوكي الجليد أمريكي، ولد في 19 يوليو 1982 في لا غرانت في الولايات المتحدة.

## وصلات خارجية
- تيم ستابلتون على موقع دوري الهوكي الوطني (الإنجليزية)
- تيم ستابلتون على موقع دوري الهوكي للقارات (الإنجليزية)
- تيم ستابلتون على موقع EliteProspects.com (الإنجليزية)
- تيم ستابلتون على موقع HockeyDB.com (الإنجليزية)
- تيم ستابلتون على موقع Hockey-Reference.com (الإنجليزية)